# 唐古乡
唐古乡（藏語：ཐང་མགོ་）是中国西藏自治区拉萨市林周县下辖的一个乡。唐古乡距拉萨市区165公里,境内总人口约5千人。当地平均海拔高度4292米，

## 行政区划
唐古乡下辖以下地区：
藏雄村、唐古村、恰扎村和江多村。
1. ↑  . 中华人民共和国国家统计局. 2023 （中文（中国大陆））.[]